# Щинников, Павел Александрович
Щинников Павел Александрович (род. 8 марта 1963, пос. Лёвиха, Кировградский горсовет, Свердловская область, РСФСР, СССР) — русский учёный, доктор технических наук, профессор кафедры тепловых электрических станций Новосибирского государственного технического университета.
Является также членом-корреспондентом РАЕН, членом учебно-методической комиссии в Учебно-методическом совете (УМС) по направлению «Теплоэнергетика и теплотехника», членом учебно-методического совета сибирского регионального учебно-методического центра высшего профессионального образования (УМС СибРУМЦ), членом редакционной коллегии журнала «Известия ВУЗов. Проблемы энергтики», заместителем председателя диссертационного совета Д 212.173.02 при НГТУ, членом диссертационного совета Д 212.082.06 при КГЭУ, членом диссертационного совета Д 003.017.01 при ИСЭМ СО РАН, членом ученого совета НГТУ, членом редакционной коллегии ежегодного сборника научных трудов «Энергетика и теплотехника», членом редакционной коллегии журнала Известия ВУЗов «Проблемы энергетики», членом научно-технического совета НГТУ, членом экспертной комиссии по НТРС НГТУ, член научно-технического совета при Ростехнадзоре РФ и членом научно-технического совета при департаменте природных ресурсов и охраны окружающей среды Новосибирской области.
Автор научных работ и патентов в области энергетики, экологии, природоохраны, энергетической техники и технологий. Подготовил одиннадцать кандидатов и одного доктора технических наук.

## Биография
Щинников Павел Александрович родился 8 марта 1963 года в шахтёрском посёлке Лёвиха Кировградского горсовета Свердловской области.
Родители:
- отец — Щинников Александр Иванович — шахтёр,
- мать — Щинникова Зоя Александровна — учитель истории.

Начало трудовой деятельности с 1982 года — в Новосибирском техническом участке Обского бассейнового управления пути (ОБУП) в должности моториста-матроса земснаряда «Обь». За время трудовой деятельности в техническом участке (1982—1983 и 1985—1989 годы) работал в должностях моториста-матроса, моториста-лебедчика, старшего лебедчика-моториста, боцмана (на земснарядах «Обь» и «Катунь»), слесаря-судоремонтника, газоэлектросварщика (в береговых службах).
1983—1985 годы — служба в Советской Армии.
1989—1994 годы — учёба в Новосибирский государственный технический университет (НГТУ).
1998 год — защита кандидатской диссертации на тему «Выбор экологически перспективного направления развития ТЭЦ на канско-ачинских углях в современных экономических условиях» по специальностям 05.14.14 — тепловые электрические станции, их энергетические системы и агрегаты и 05.14.01 — энергетические системы и комплексы.
С 2004 по 2015 год — заведующий кафедрой тепловых электрических станций НГТ (Кафедра ТЭС НГТУ).
2006 год — защита докторской диссертации на тему «Исследование энергоблоков ТЭС с новыми технологиями топливоиспользования» по специальности 05.14.01 — энергетические системы и комплексы.
2006 год — включён в справочник «Who’s Who in science and engineering» (9-й выпуск, 2006—2007), издаваемый в Нью-Йорке (США);
2007 год — присвоено звание профессора по кафедре ТЭС;
2009 год — Европейской академией естественных наук и Европейским научным сообществом (Ганновер, Германия) награждён медалью им. Лейбница за вклад в развитие науки;
2010 год — избран членом-корреспондентом Российской академии естественных наук (РАЕН).
2010 год — награждён Европейским научным сообществом орденом «За заслуги».

## Достижения
В области экологического воздействия тепловых электростанций (ТЭС) ввёл спорное понятие «ущерб по здравоохранению».
Ущерб по здравоохранению — это затраты, выраженные в рублевом эквиваленте и направленные на восстановление здоровья людей через систему амбулаторного и стационарного лечения, при этом люди находились в зоне активных загрязнений ТЭС и подверглись их негативному воздействию через вдыхание вредных веществ, выброшенных с дымовыми газами. Первое устное выступление по данной теме: Щинников П. А. Учёт затрат по здравоохранению и их влияние на оптимальные параметры теплофикационных энергоблоков. / Проблемы повышения эффективности и надежности систем теплоэнергоснабжения. / Материалы межвузовской научной конференции 1-3 ноября 1999 г. — Саратов — Самара: Самарский государственный технический университет, 1999. — С. 26…27. Первая публикация по данной теме: Щинников П. А. Затраты «по здравоохранению» и их влияние на профиль теплофикационного блока. / Теплоэнергетика. Физико-технические и экологические проблемы, новые технологии, технико-экономическая эффективность: Сб. науч. трудов. — Новосибирск: Изд-во НГТУ, 2000. — С. 120…132. Наиболее полная информация в [4] библиографического списка.
В области теплоэнергетики ввел термин «мультиэнергоблок» или «многоцелевой энергоблок» (то же, что и «мульти-ТЭС») — энергоблок тепловой электрической станции (ТЭС) с комплексной переработкой угля и получением гаммы продуктов, обладающих товарными свойствами в виде электроэнергии, тепловой энергии, продуктов золопереработки (мелкоштучный продукт, керамзит, сорбирующий порошок, и др.) и продуктов очистки дымовых газов (гипс, сульфат аммония, сера и др.). Первая публикация «Щинников П. А. Мультиэнергоблок с комплексной переработкой твердого топлива. — Энергетика. (Изв. ВУЗов и энергетических объединений СНГ). — 2001. — № 3. — С. 83…89», наиболее полная информация в [1] библиографического списка.
Основатель и автор образовательного канала «Теплоэнергетика».

## Награды
- 2009 — награждён Европейской академией естественных наук и Европейским научным сообществом (Ганновер, Германия) медалью им. Г. Лейбница за вклад в развитие науки.
- 2010 — награждён Европейским научным сообществом орденом «За заслуги».
- 2024 — Почётный работник сферы образования Российской Федерации.